# Altdürnbuch
Altdürnbuch ist ein Gemeindeteil der Gemeinde Biburg im niederbayerischen Landkreis Kelheim. Bis zum 31. Dezember 1977 bildete es eine selbstständige Gemeinde.

## Lage
Das Dorf Altdürnbuch liegt in der Hallertau etwa einen Kilometer westlich von Biburg.

## Geschichte
Die Gemeinde Altdürnbuch ging 1818 aus dem gleichnamigen Steuerdistrikt hervor und gehörte zum Landgericht Abensberg. Ortsteile waren außer Altdürnbuch Etzenbach und Rappersdorf. Am 1. Januar 1978 wurde die Gemeinde Altdürnbuch im Zuge der Gebietsreform in Bayern in die Gemeinde Biburg eingegliedert. Zum 2. Januar 2013 hatte Altdürnbuch 128 Einwohner.

## Sehenswürdigkeiten
- Filialkirche St. Margaretha. Das romanische Bauwerk von ca. 1300 erhielt im 14. Jahrhundert ein gotisches Gewölbe im Altarraum. Die Kirche wurde um 1700 barockisiert und erweitert. Der Altar enthält Schnitzfiguren der Hll. Margaretha, Walburga und Maria um 1520. Erhalten sind auch gotische Wandmalereireste.

## Vereine
- Freiwillige Feuerwehr Altdürnbuch
- Jagdgenossenschaft Altdürnbuch